# Strangalomorpha signaticornis
Strangalomorpha signaticornis là một loài bọ cánh cứng trong họ Cerambycidae.